# St. Fabian und Sebastian (Osterwick)
Die Kirche St. Fabian und Sebastian ist die Pfarrkirche des Ortsteils Osterwick der Gemeinde Rosendahl im Kreis Coesfeld. Mit zur Pfarrei gehört die Kirche St. Marien in der Bauerschaft Höven, ein Backsteinbau, der nach dem Zweiten Weltkrieg errichtet wurde. Die Gemeinde gehört zum Dekanat Coesfeld. Seit der Fusion ist sie auch Pfarrkirche für St. Nikolaus (Holtwick) und St. Nikolaus (Darfeld).

## Geschichte und Architektur
Die Pfarre wurde vermutlich vor 1022 gegründet und 1188 urkundlich erwähnt.
Das Bauwerk dominiert die großzügige neoromanische Erweiterung von 1904 bis 1908 und 1922 aus Baumberger Sandstein und einem kupfergedeckten Dach. Architekt der Baumaßnahme von 1922 war Ludwig Becker.
Der einheitliche romanische Vorgängerbau ist bis auf den Chorraum erhalten und in den Neubau integriert. Es handelt sich dabei um eine vergleichsweise niedrige (Gewölbehöhe ca. 8 m) staufische Hallenkirche im gebundenen System aus der ersten Hälfte des 13. Jahrhunderts. Das Langhaus ist zweijochig und der abgebrochene Chorraum besaß einen quadratischen Grundriss. Dort befindet sich heute die Erweiterung, aus einem Oktogon, Querschiff und Seitenkapellen bestehend. Im Osten schließt der Bau mit einer Kopie des ursprünglichen Chorraumes. Der alte Turm mit Treppengiebel wird von zwei neuen Türmen flankiert und fungiert zusammen mit denen als Westwerk. Im Inneren sind im Mittelschiff des Altbaus Domikalgewölbe zu finden, mit rundlichen Gewölberippen ausschließlich als schmückendes Beiwerk ohne tragende Funktion. In den Seitenschiffen sind schmucklose Kreuzgratgewölbe.
Im Chor und in den Seitenkapellen wurden 1986 signierte Wandmalereien von 1919, des Malers Wilhelm Sommer aus Münster freigelegt. Diese wurden, besonders im ornamentalen Bereich, umfangreich ergänzt.

## Ausstattung

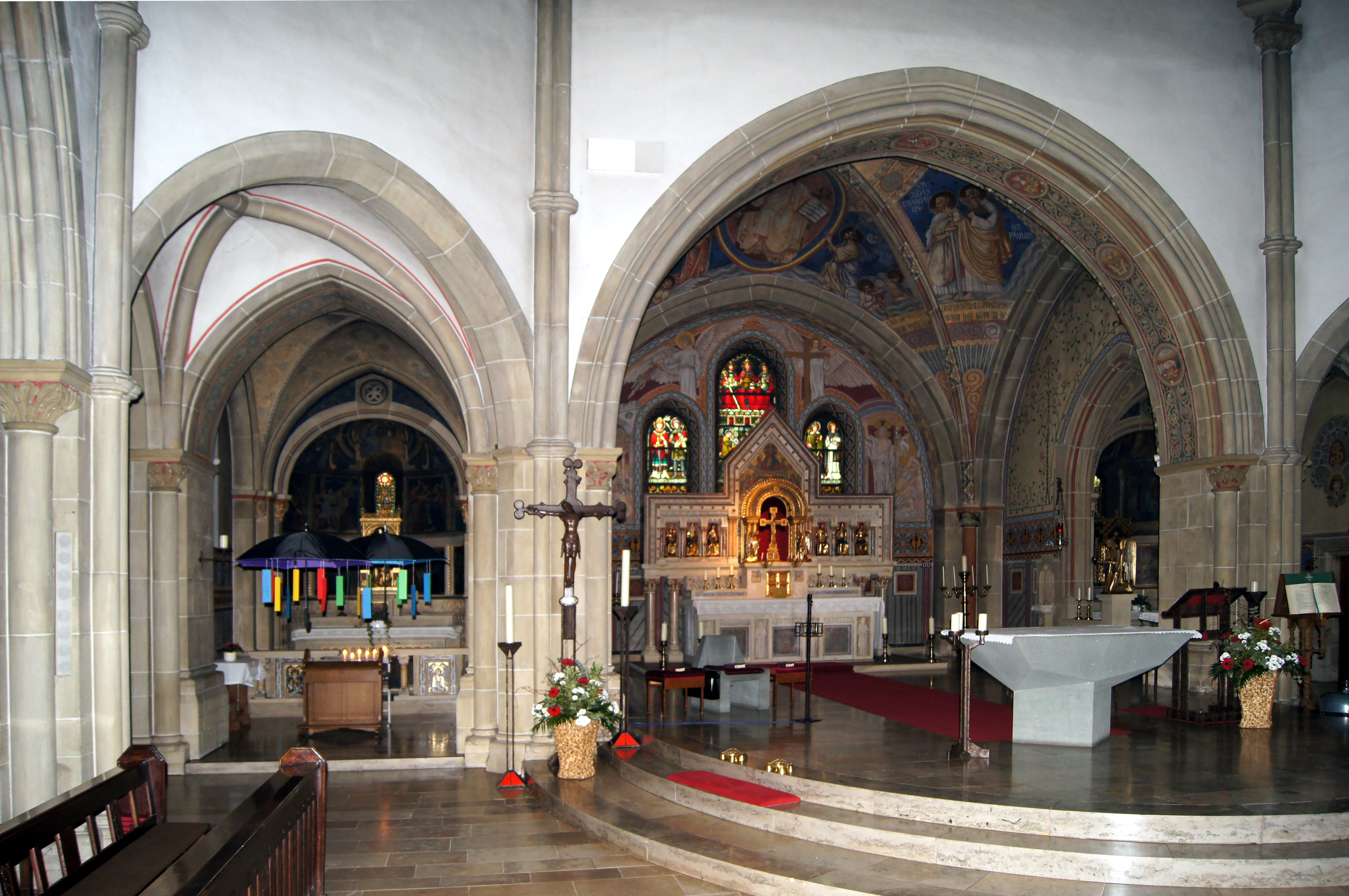
Blick auf den Altarraum

Die Ausstattung ist überwiegend neuromanisch. Im Chorraum sind heute wieder/noch die Malereien von 1922 zu sehen, die vorübergehend im Wandbereich übertüncht waren, ebenso steht dort wieder der alte Hochaltar, den man 1968/69 zunächst entfernte. In den Nebenkapellen sind die Seitenaltäre erhalten geblieben, ebenso wie im Hauptschiff das Gestühl, jedoch wurde 1968 der Mittelgang entfernt. Nur die neuromanische Kanzel und die Kommunionbank im gleichen Stil sind nicht mehr an ihren Plätzen. Reste der Kommunionbank befinden sich vor den Seitenaltären. Als Zelebrationsaltar dient ein schlichter, monolithischer Block auf schmalem Sockel aus Anröchter Dolomit.
- Der Kronleuchter (Flämische Krone) ist mit 1620 bezeichnet Er stammt aus dem ehem. Prämonstratenserstift Varlar. Der Leuchter wurde von Propst Jodokus von Heesen gestiftet und ist mit einer Ahnenprobe versehen.[4]
- Das frühgotische Kruzifix aus der Zeit um 1280 stammt ebenfalls aus Varlar.
- Die Figuren der alten Kanzel (Barock, Lindenholz, 1721); Kruzifix und die vier Evangelisten. Jene wurden  um 1968 „entgipst“ und sind heute dezent farbig gefasst.
- Das barocke Altarbild zeigt die Kreuzigung Christi und stammt vom Hochaltar von vor der Erweiterung.
- Der gotische Taufstein ist mit Reliefs u. a. der Pfarrpatrone verziert.
- Figuren:
  - Pietà, barock, farbig gefasst
  - St. Antonius von Padua und St. Joseph auf nicht zugehörigen Konsolen, barock, Stein, Fassung verblasst
  - Anna selbdritt, 1968 im Bauschutt der Turmtreppe gefunden, verloren gegangene Arme und der Kopf ergänzt
  - Schutzmantelmadonna
  - St. Anna
- Insg. acht historische Grabplatten vom Bodenbelag der alten Kirche
- Gewölbeschlussstein aus dem abgebrochenen Chorraum und jetzt an gleicher Stelle im Erweiterungsbau
- Moderne Kreuzwegstationen aus Bronze.

### Glocken
Im Nordturm sind vier Glocken zu finden. Das Geläute stellt eine Besonderheit dar, ist es doch (zusammen mit den drei Glocken der Großen Kreuzwegkapelle in Coesfeld-Brink) eines der ersten Geläute nach dem Zweiten Weltkrieg.
|          | Glocke 1                         | Glocke 2                         | Glocke 3                         | Glocke 4                         |
| -------- | -------------------------------- | -------------------------------- | -------------------------------- | -------------------------------- |
| Name     | Christus                         | Fabian                           | Sebastian                        | Maria                            |
| Gewicht  | 2100 kg                          | 1500 kg                          | 900 kg                           | 650 kg                           |
| Gießer   | Petit & Gebr. Edelbrock, Gescher | Petit & Gebr. Edelbrock, Gescher | Petit & Gebr. Edelbrock, Gescher | Petit & Gebr. Edelbrock, Gescher |
| Gussjahr | 1945                             | 1945                             | 1945                             | 1945                             |
| Ton      | des'                             | es'                              | ges'                             | as'                              |

Zudem sind im Südturm noch zwei Schlagglocken vorhanden, welche in den Tönen d'' und f'' erklingen.

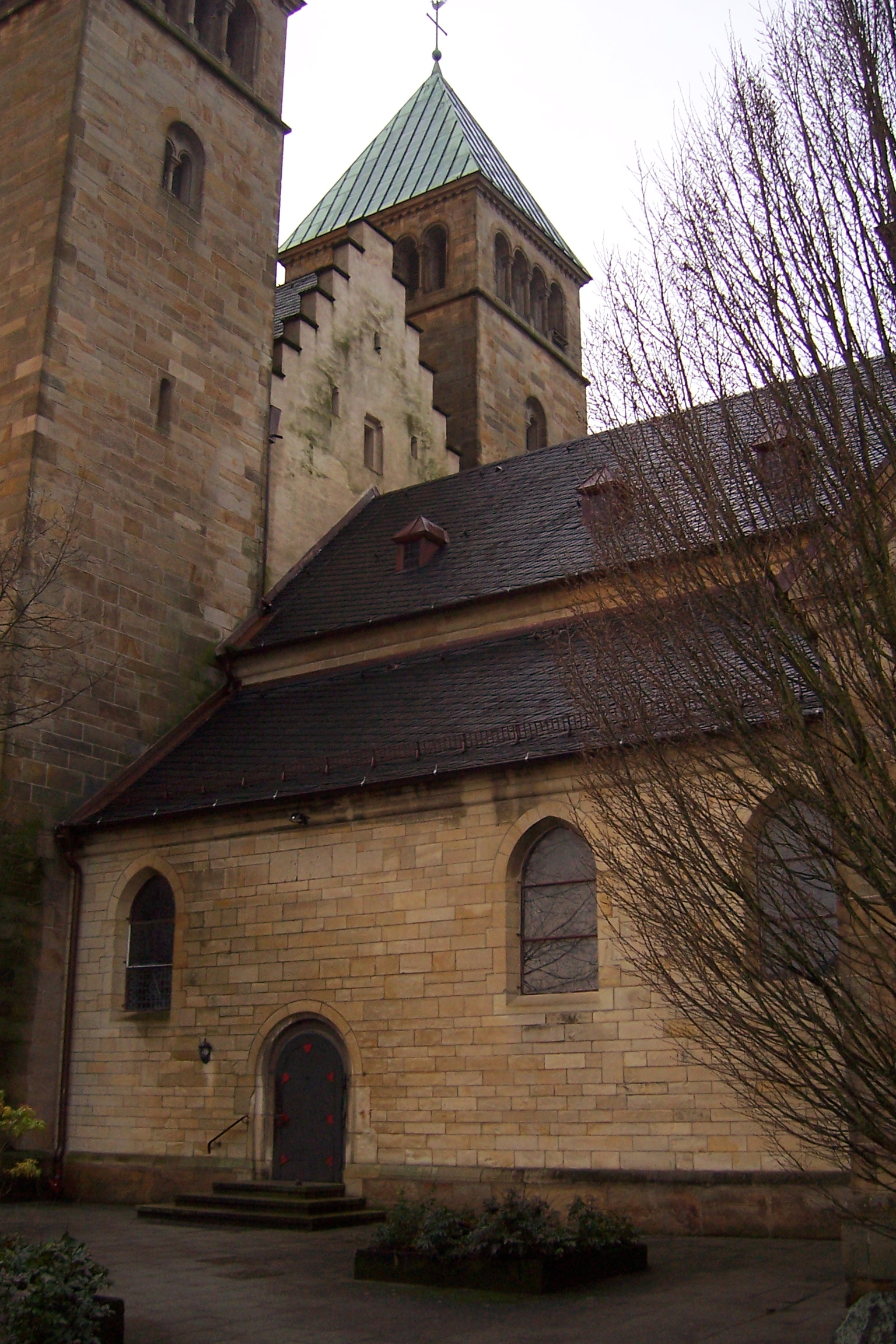
Altbau
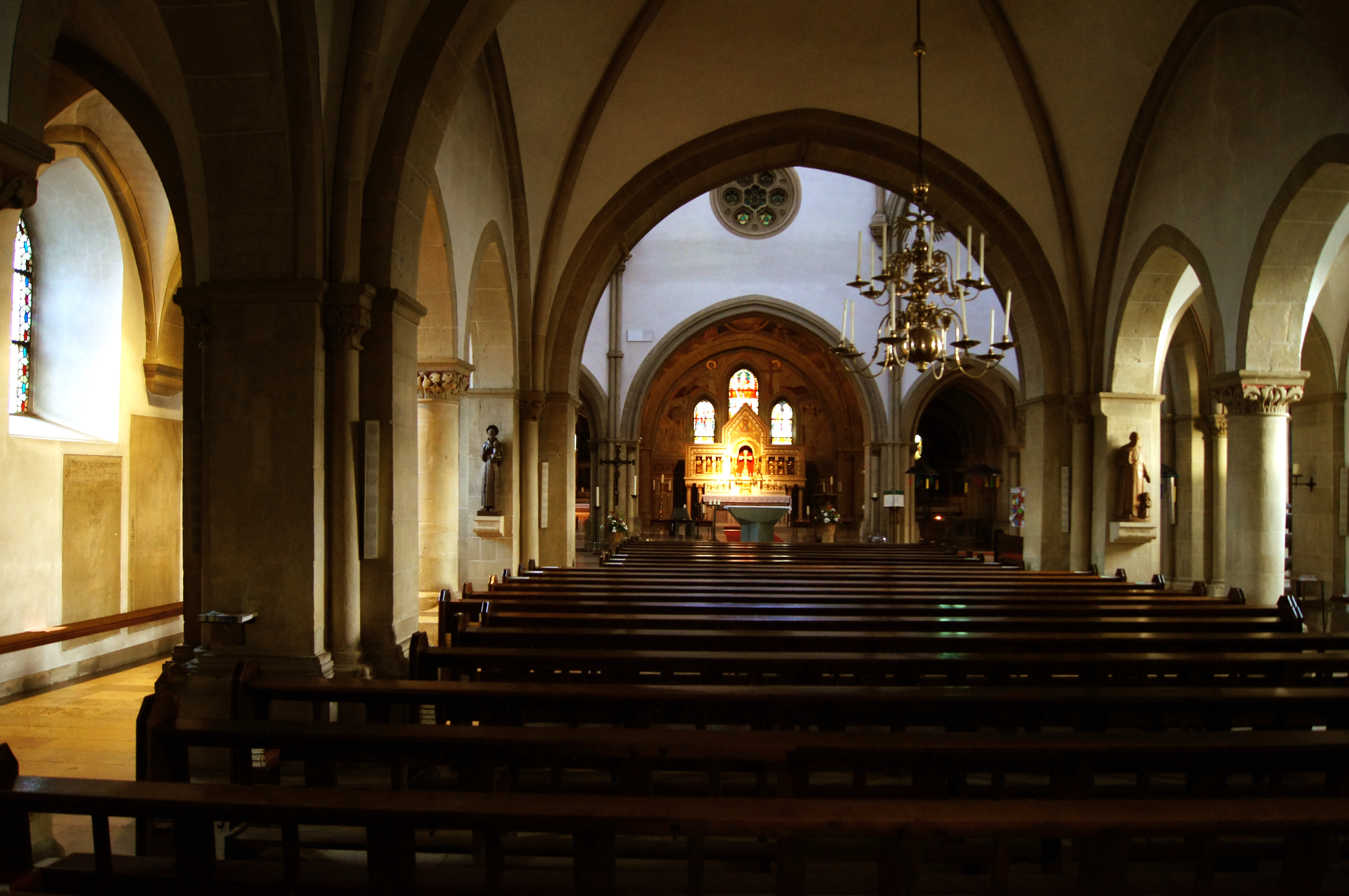
Innenraum der Pfarrkirche
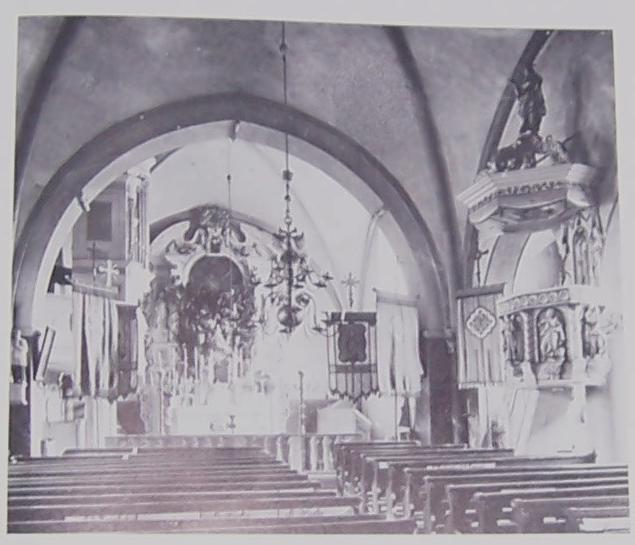
Die Kirche mit ihrer Barockausstattung vor der Erweiterung
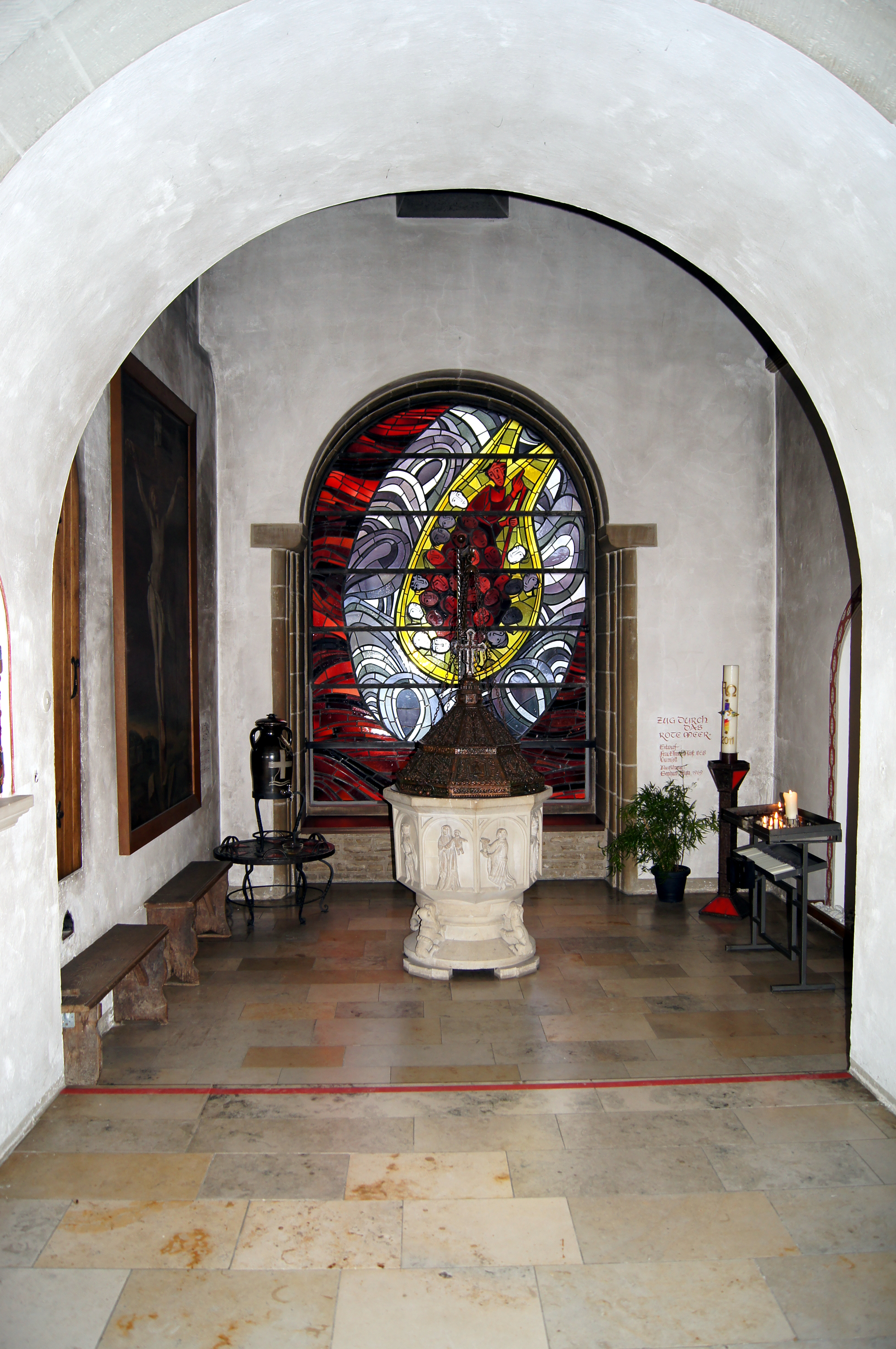
Turmkapelle mit Taufbecken
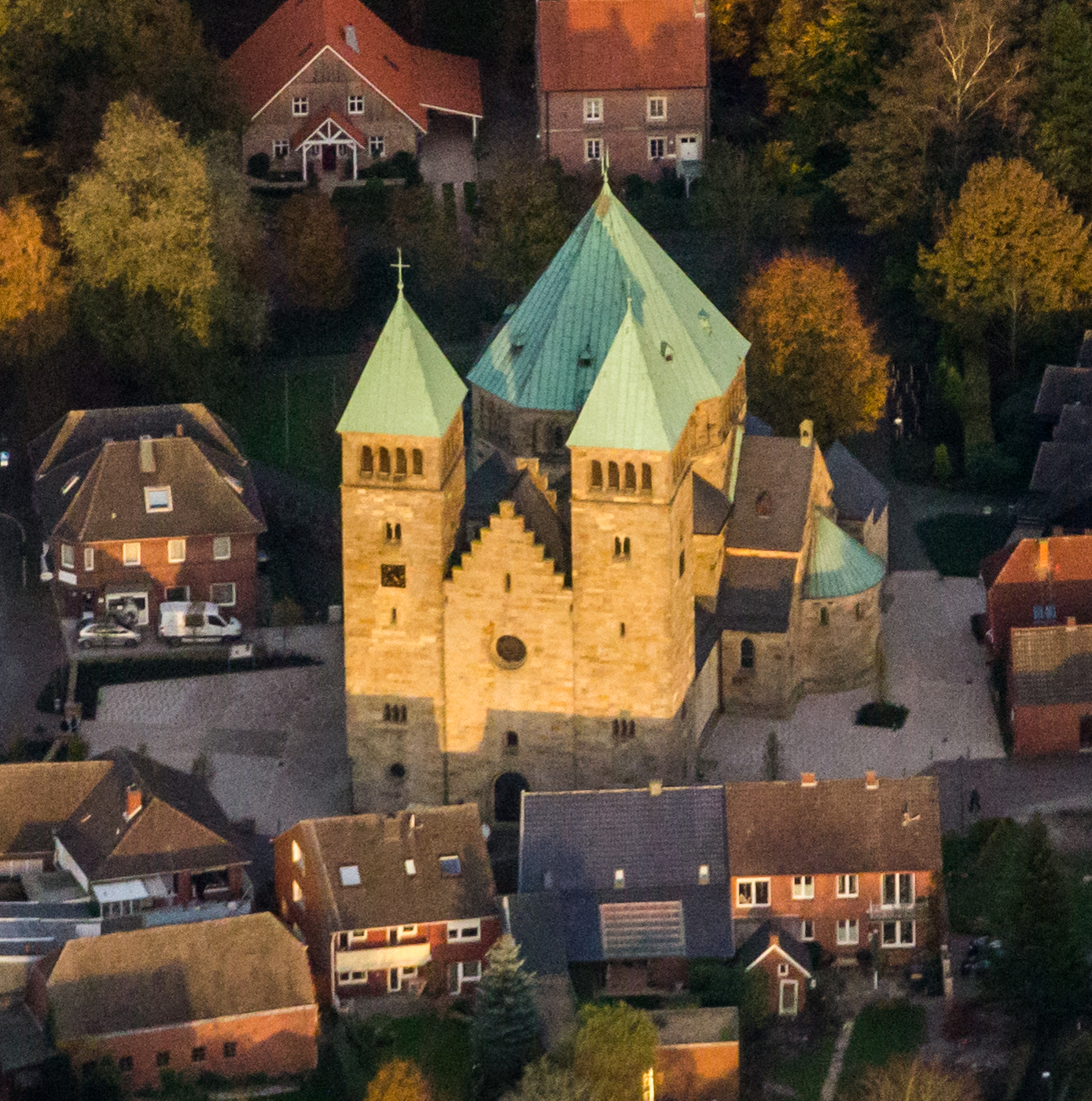
Luftbild (2014)